# Núclid

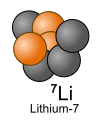
Núclid de liti 7 (Z = 3, A = 7)

Un núclid és un nucli atòmic que es caracteritza pel seu nombre atòmic Z i el seu nombre màssic A o, el que és equivalent, pel seu nombre de protons i de neutrons, a més de l'estat d'energia en el qual es troba. El terme va se proposat el 1947 pel químic estatunidenc Truman P. Kohman (1916-2010).

Els núclids s'acostumen a representar amb el nom complet de l'element químic corresponent, és a dir, d'igual nombre atòmic, escrit amb lletres minúscules i seguit d'un espai i el nombre màssic que caracteritza el núclid. Per exemple: hidrogen 1, hidrogen 2 o heli 4. Si s'escriu el símbol enlloc del nom cal posar un guió curt entre ells. En l'exemple anterior seria: H-1, H-2 o He-4. També es pot escriure com ¹H, ²H i 4He.

## Etimologia
El mot català «núclid» prové del llatí nucleus.

## Núclids amb característiques comunes

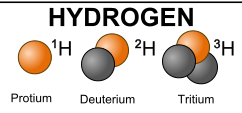
El tres isòtops de l'hidrogen

- Isòtops: Dos núclids que tenen el mateix nombre atòmic Z són isòtops. Entre ells tenen la mateixa estructura química però són diferents des del punt de vista nuclear, on cal diferenciar-los entre ells perquè tenen diferent nombre de constituents i en particular diferent nombre màssic A. Per exemple, l'hidrogen té dos isòtops estables (hidrogen 1 i hidrogen 2 o deuteri) i un de radioactiu, l'hidrogen 3, anomenat triti.[4]

- Isòbars: Dos núclids són isòbars quan tenen igual nombre màssic A. Són núclids químicament diferents però des del punt de vista nuclear són més semblants entre ells que el que puguin ser-ho dos isòtops, ja que els isòbars tenen la mateixa quantitat de nucleons, cosa que es relaciona més directament amb l'estabilitat del nucli atòmic i la radioactivitat. Per exemple, són isòbars l'hidrogen 3 i l'heli 3.[4]

- Isòtons: Dos núclids són isòtons si tenen igual nombre de neutrons. Per exemple, tant l'hidrogen 3 com l'heli 4 tenen dos neutrons; el carboni 14 i l'oxigen 16 també són isòtons, ja que ambdós tenen el mateix nombre de neutrons: vuit.[4]

- Isòmers: Dos núclids són isòmers quan tenen el mateix nombre de components, és a dir, igual nombre de neutrons i igual nombre de protons, però es troben en diferent estat energètic. Els estats excitats es noten afegint un asterisc com a superíndex a la dreta. Per exemple, un parell d'isòmers són 7₃Li i 7₃Li*.[4]

## Radionúclids
Els núclids inestables són radioactius i s'anomenen radionúclids. El producte de la seva degeneració s'anomena núclid radiogènic.
A la natura existeixen uns 270 nuclis estables i uns 70 inestables (radioactius). Hi ha tres tipus principals de radionúclids naturals.
- En primer lloc, els que tenen un període de semidesintegració T1/2 d'almenys el 10 % de l'edat de la Terra (4,6×10⁹ anys). Són romanents de la nucleosíntesi que es va produir en les estrelles en la formació del sistema solar. Per exemple, l'isòtop 238U (T1/2 = 4,5×10⁹ a) d'urani existeix a la natura, però l'isòtop amb vida més curta 235U (T1/2 = 0,7×10⁹ a), és 138 vegades més rar.
- El segon grup consisteix en isòtops com 226Ra (T1/2 = 1 602 a), un isòtop de radi, que es forma en la desintegració de cadenes radioactives de l'urani o el tori.
- El tercer grup consisteix en núclids com ¹⁴C (radiocarboni) que s'han produït pel bombardeig de raigs còsmics d'altres elements.

Artificialment s'han produït més de mil núclids.

## Taula de núclids
El núclids coneguts es mostren en la taula de núclids.